# الخرإبه العليا (الرضمة)

تعديل مصدري - تعديل

الخرابة العليا محلة تابعة لقرية الخرابة، التابعة لعزلة أزال بمديرية الرضمة إحدى مديريات محافظة إب في الجمهورية اليمنية.، بلغ تعداد سكانها 122 حسب تعداد اليمن لعام 2004.